# Lista siturilor arheologice din județul Brașov - U
Lista siturilor arheologice din județul Brașov - U conține toate siturile arheologice din județul Brașov înscrise în Repertoriul Arheologic Național (RAN) și aflate în localități al căror nume începe cu litera U. RAN este administrat de Ministerul Culturii și Patrimoniului Național și cuprinde date științifice, cartografice, topografice, imagini și planuri, precum și orice alte informații privitoare la zonele cu potențial arheologic, studiate sau nu, încă existente sau dispărute.
Puteți căuta un sit din localitățile care încep cu litera U folosind formularul de mai jos sau puteți naviga prin toate siturile din județ la Lista siturilor arheologice din județul Brașov.
| Cod RAN                                  | Denumire | Localitate              | Adresă         | Datare                             | Descoperit | Coordonate                                  | Imagine           | Erori            |
| ---------------------------------------- | --- | ----------------------- | -------------- | ---------------------------------- | ---------- | ------------------------------------------- | ----------------- | ---------------- |
| 42165.01.01 (Cod LMI: BV-I-m-A-11293.04) | Situl arheologic de la Ungra / ansamblu anonim (Categorie: locuire civilă) (Tip: Așezare)                   | sat Ungra, comuna Ungra |                | Schneckenberg                      |            | 45°59′42″N 25°16′09″E / 45.995°N 25.26917°E | Încărcați imagine | Raportați eroare |
| 42165.01.02 (Cod LMI: BV-I-m-A-11293.04) | Situl arheologic de la Ungra / ansamblu anonim (Categorie: locuire civilă) (Tip: Așezare)                   | sat Ungra, comuna Ungra |                | Wietenberg                         |            | 45°59′42″N 25°16′09″E / 45.995°N 25.26917°E | Încărcați imagine | Raportați eroare |
| 42165.01.03 (Cod LMI: BV-I-m-A-11293.02) | Situl arheologic de la Ungra / ansamblu anonim (Categorie: locuire civilă) (Tip: Așezare fortificată)       | sat Ungra, comuna Ungra |                | sec. II - III                      |            | 45°59′42″N 25°16′09″E / 45.995°N 25.26917°E | Încărcați imagine | Raportați eroare |
| 42165.01.04 (Cod LMI: BV-I-m-A-11293.03) | Situl arheologic de la Ungra / ansamblu anonim (Categorie: locuire civilă) (Tip: Așezare)                   | sat Ungra, comuna Ungra |                | dacică sec. II a. Chr. - I p. Chr. |            | 45°59′42″N 25°16′09″E / 45.995°N 25.26917°E | Încărcați imagine | Raportați eroare |
| 42165.01.05 (Cod LMI: BV-I-m-A-11293.01) | Situl arheologic de la Ungra / ansamblu anonim (Categorie: locuire civilă) (Tip: Fortificație)              | sat Ungra, comuna Ungra |                | sec. XII - XIII                    |            | 45°59′42″N 25°16′09″E / 45.995°N 25.26917°E | Încărcați imagine | Raportați eroare |
| 42165.02.01                              | Așezarea neolitică de la Ungra- Dealul Cetății / ansamblu anonim (Categorie: locuire civilă) (Tip: Așezare) | sat Ungra, comuna Ungra | Dealul Cetății |                                    |            |                                             | Încărcați imagine | Raportați eroare |
| 42165.03.01                              | Situl arheologic de la Ungra - "Curtea Școlii" / ansamblu anonim (Categorie: locuire civilă) (Tip: Așezare) | sat Ungra, comuna Ungra | Curtea Școlii  | dacică sec. II-I                   |            |                                             | Încărcați imagine | Raportați eroare |
| 42165.03.02                              | Situl arheologic de la Ungra - "Curtea Școlii" / ansamblu anonim (Categorie: locuire civilă) (Tip: Așezare) | sat Ungra, comuna Ungra | Curtea Școlii  | sec III-IV p. Chr                  |            |                                             | Încărcați imagine | Raportați eroare |
| 42165.03.03                              | Situl arheologic de la Ungra - "Curtea Școlii" / ansamblu anonim (Categorie: locuire civilă) (Tip: Așezare) | sat Ungra, comuna Ungra | Curtea Școlii  | sec. X-XII                         |            |                                             | Încărcați imagine | Raportați eroare |
| 42165.04.01                              | Așezarea romană de la Ungra - "Dealul Viilor" / ansamblu anonim (Categorie: locuire civilă) (Tip: Așezare)  | sat Ungra, comuna Ungra | Dealul Viilor  |                                    |            |                                             | Încărcați imagine | Raportați eroare |
| 42165.04.02                              | Așezarea romană de la Ungra - "Dealul Viilor" / ansamblu anonim (Categorie: locuire civilă) (Tip: Drum)     | sat Ungra, comuna Ungra | Dealul Viilor  | romană                             |            |                                             | Încărcați imagine | Raportați eroare |